# Marcols-les-Eaux
Marcols-les-Eaux is een gemeente in het Franse departement Ardèche (regio Auvergne-Rhône-Alpes) en telt 301 inwoners (1999). De plaats maakt deel uit van het arrondissement Privas.

## Geografie
De oppervlakte van Marcols-les-Eaux bedraagt 15,8 km², de bevolkingsdichtheid is 19,1 inwoners per km².

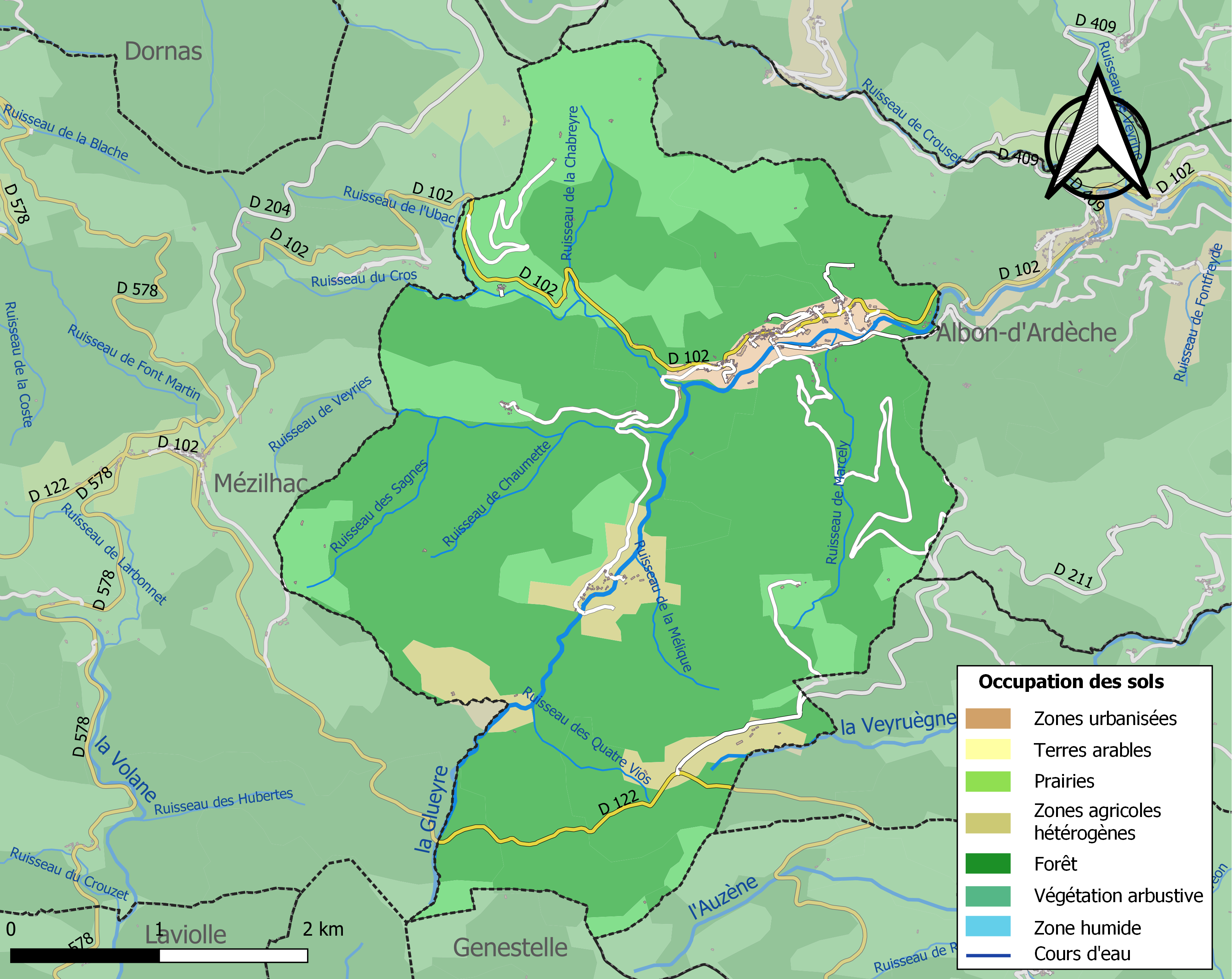
Kaart van de gemeente met belangrijkste infrastructuur, bodemgebruik en omliggende gemeenten

## Demografie
Onderstaande figuur toont het verloop van het inwonertal (bron: INSEE-tellingen).

Vanwege een beveiligingsprobleem met de MediaWiki Graph-software is het momenteel niet mogelijk deze grafiek weer te geven. Zodra de software is bijgewerkt zal de grafiek vanzelf weer zichtbaar worden.

## Galerij

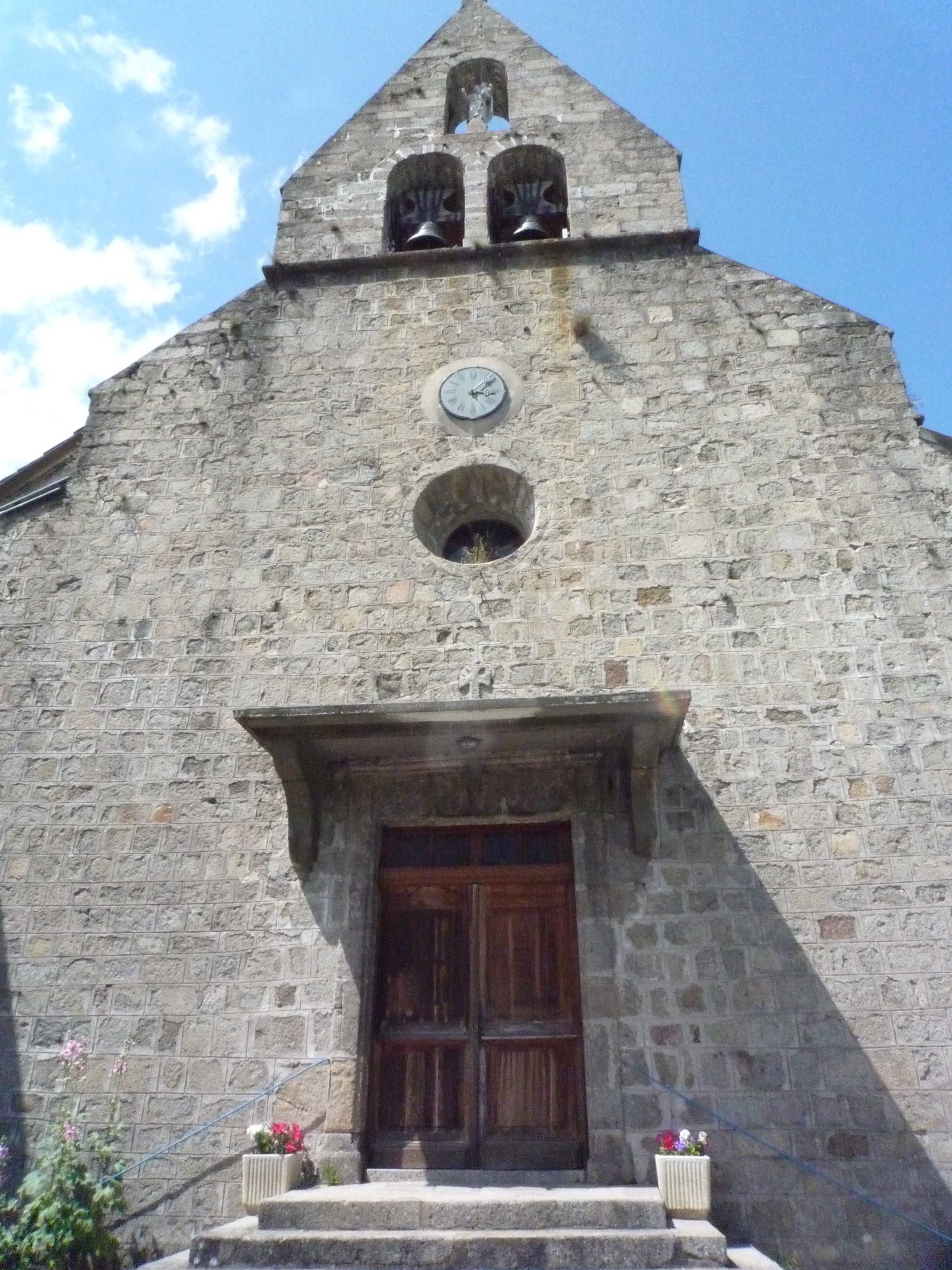
De Kerk
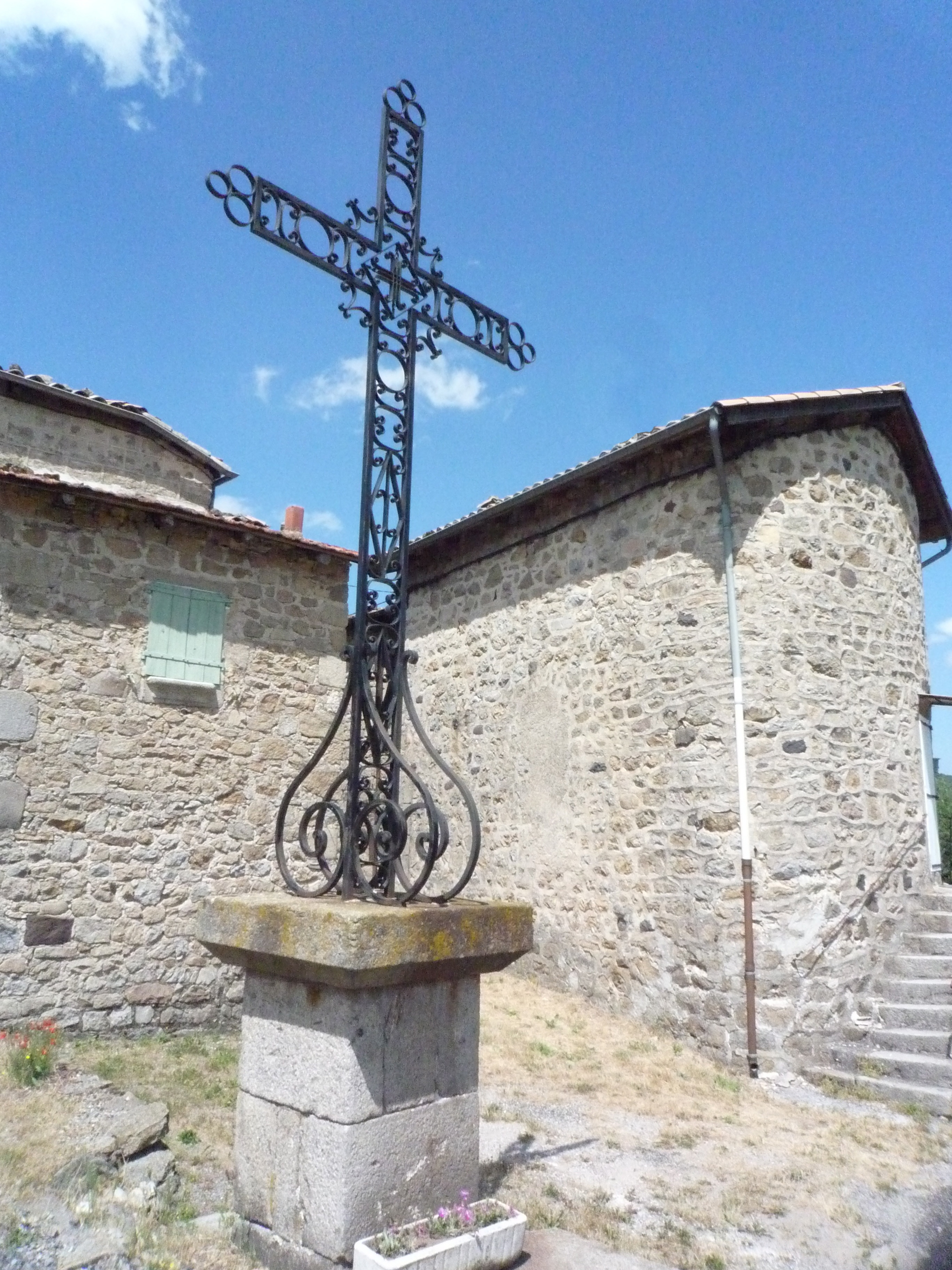
Een Kruis in het dorp
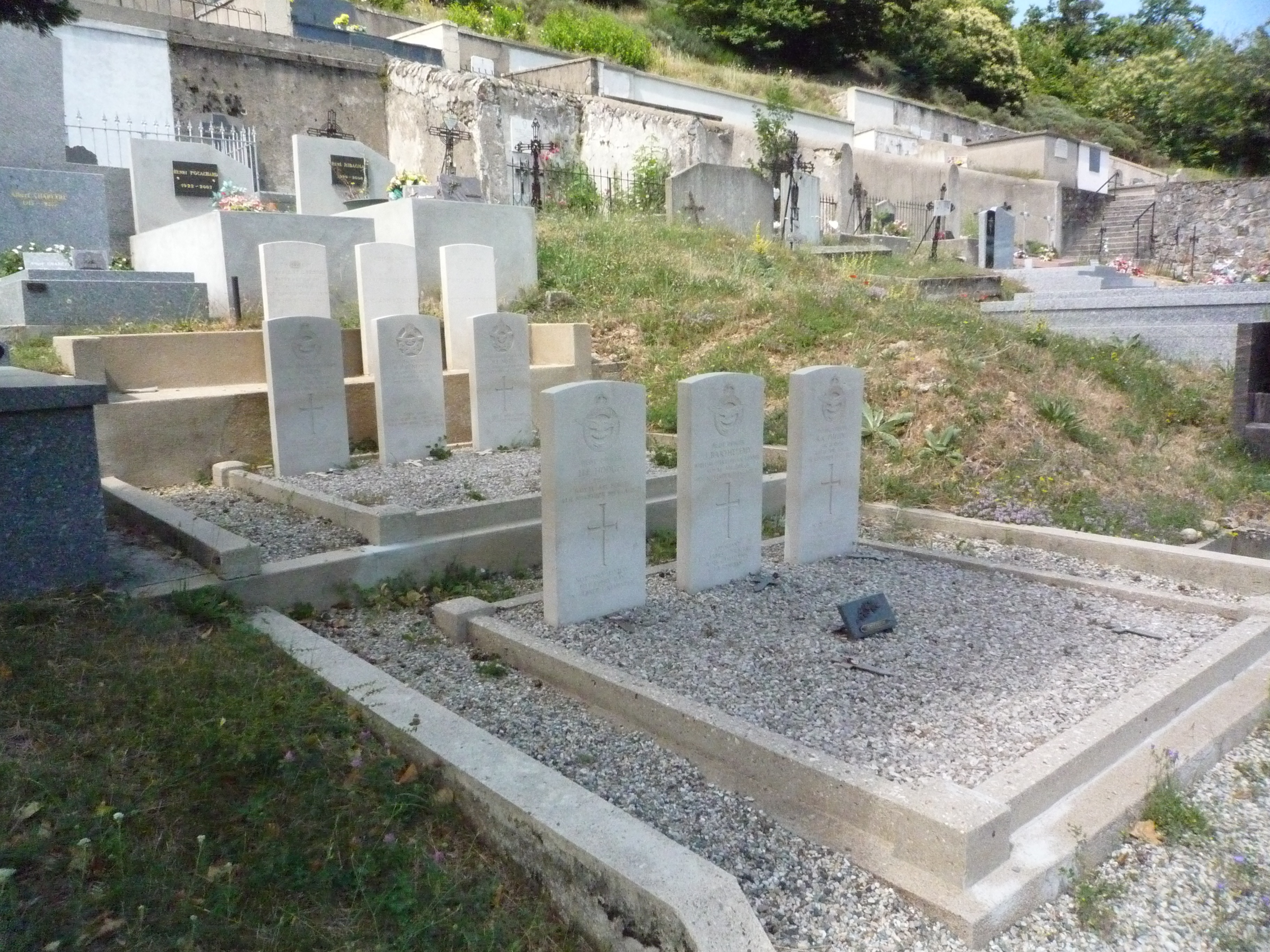
De Royal Air Force bemanningsleden tumbstones op de begraafplaats van het dorp (1943 vliegtuigongeluk)